# مارسيلو رودريغيز بونس
مارسيلو رودريغيز بونس (بالإسبانية: Marcello Rodriguez Pons)‏ هو مهندس معماري أرجنتيني، ولد في 24 أغسطس 1965 في قرطبة في الأرجنتين.

## روابط خارجية
- مارسيلو رودريغيز بونس على موقع الاتحاد الدولي للملاحة الشراعية (موقع جديد) (الإنجليزية)
- مارسيلو رودريغيز بونس على موقع الاتحاد الدولي للملاحة الشراعية (موقع قديم) (الإنجليزية)